# Gornji Daruvar
Gornji Daruvar (csehül: Horní Daruvar) falu Horvátországban Belovár-Bilogora megyében. Közigazgatásilag Daruvárhoz tartozik.

## Fekvése
Belovártól légvonalban 43, közúton 56 km-re délkeletre, Daruvár központjától 3 km-re nyugatra, Nyugat-Szlavóniában, a Toplica jobb partján fekszik.

## Története
A régészeti leletek alapján területe már a kőkorszakban is lakott volt. A település határában, a Daruvári-medencét délről lezáró magaslaton kőkorszaki leletek, köztük kőszerszámok kerültek elő. Szakemberek arra következtettek, hogy itt őskori település és temetője volt.
A falu helyén a középkorban a Podborje nevű település állt, mely birtokközpont vásáros hely volt plébániatemplommal és a Szent Ilona tiszteletére szentelt bencés kolostorral. A templom és a kolostor a falutól külön, a piac mellett állt azon a helyen, amelyet ma Brdonak, illetve Gradinának neveznek és ahol ma a daruvári sportrepülőtér található. A kolostorból mára semmi sem maradt, de a 18. század végén egy Taube nevű utazó még azt írta róla, hogy Daruvártól délnyugatra a régi idők egy szép emléke látható és a romok alapján bizonyos, hogy itt egykor pezsgő élet volt. Az épület földszinti része akkor még állt, bár belülről szét volt dúlva. A középkori Dimičkovina a falutól északnyugatra, a Toplicától és Ljudevit Selotól délre fekvő Kućište vagy Tursko groblje nevű helyen feküdt. Itt ma is gyakran találnak téglatöredékeket és csontokat. A virágzó középkori településeket a 16. század közepén pusztította el a török. Ezután ez a terület több mint száz évig lakatlan pusztaság volt.
A térség a 17. század végén szabadult fel a török uralom alól. A teljesen kihalt területre a parlagon heverő földek megművelése és a határvédelem céljából a 18. század első felében Bosznia területéről telepítettek be új, szerb anyanyelvű lakosságot. Az első katonai felmérés térképén „Dorf Podborie” néven találjuk. Lipszky János 1808-ban Budán kiadott repertóriumában „Daruvar (Gornji)” néven szerepel. Nagy Lajos 1829-ben kiadott művében „Daruvar (Gorni)” néven 50 házzal és 313 ortodox vallású lakossal találjuk.
A Magyar Királyságon belül Horvát–Szlavónország részeként, Pozsega vármegye Daruvári járásának része volt. 1857-ben 368, 1910-ben 995 lakosa volt. A 19. század végén és a 20. század elején (1861 és 1909 között) az olcsó földterületek miatt és a jobb megélhetés reményében jelentős számú cseh telepedett le itt. 1910-ben a népszámlálás adatai szerint lakosságának 48%-a cseh, 44%-a szerb, 4%-a magyar, 3%-a horvát anyanyelvű volt. Az első világháború után 1918-ban az új szerb-horvát-szlovén állam, majd később (1929-ben) Jugoszlávia része lett. 1941 és 1945 között a németbarát Független Horvát Államhoz, háború után a település a szocialista Jugoszláviához tartozott. A település 1991-től a független Horvátország része. 1991-ben lakosságának 36%-a cseh, 30%-a szerb, 25%-a horvát nemzetiségű volt. 2011-ben a településnek 436 lakosa volt, akik főként mezőgazdasággal, állattartással foglalkoztak.

## Lakossága
| Lakosság változása | Lakosság változása | Lakosság változása | Lakosság változása | Lakosság változása | Lakosság változása | Lakosság változása | Lakosság változása | Lakosság változása | Lakosság változása | Lakosság változása | Lakosság változása | Lakosság változása | Lakosság változása | Lakosság változása | Lakosság változása |
| ------------------ | ------------------ | ------------------ | ------------------ | ------------------ | ------------------ | ------------------ | ------------------ | ------------------ | ------------------ | ------------------ | ------------------ | ------------------ | ------------------ | ------------------ | ------------------ |
| 1857               | 1869               | 1880               | 1890               | 1900               | 1910               | 1921               | 1931               | 1948               | 1953               | 1961               | 1971               | 1981               | 1991               | 2001               | 2011               |
| 368                | 528                | 622                | 752                | 857                | 995                | 944                | 1.087              | 798                | 820                | 945                | 774                | 671                | 603                | 569                | 436                |

## Nevezetességei
- A falu északnyugati részén a Toplicától és Ljudevit Selotól délre fekvő Kućište vagy Tursko groblje nevű hely középkori lelőhely. Valószínűleg itt volt a középkori Dimičkovina (magyarul Dimickföld) falu. Ezen a helyen sok téglatörmelék és csontok kerültek elő. A középkori településből mára csak a négyszög alakú plató és a középkori földvár sáncai keleti részének nyomai maradtak fenn. Mivel a terület szakadatlan mezőgazdasági művelés alatt volt a régészeti leletek többsége megsemmisült.
- A falu helyén a középkorban a Podborje (Hévízkővár) nevű település állt. Temploma és kolostora ma Brdonak, illetve Gradinának nevezett helyen volt ahol ma a daruvári sportrepülőtér található. A kolostorból mára semmi sem maradt.